# 河北省历史文化名镇
河北省历史文化名镇由河北省政府公布，已公布24座，其中8座已升格为中国历史文化名镇。
第一批：6个
第二批：6个 
第三批：6个 
第四批：2个
第五批：4个

## 分市名单

### 石家庄市
- 井陉县天长镇（1，已升格为第四批中国历史文化名镇）

### 邯郸市
- 永年区广府镇（1，已升格为第三批中国历史文化名镇）
- 武安市伯延镇（1，已升格为第六批中国历史文化名镇）
- 武安市冶陶镇（1，已升格为第五批中国历史文化名镇）
- 武安市阳邑镇（1）
- 涉县固新镇（2，已升格为第五批中国历史文化名镇）
- 峰峰矿区大社镇（2，已升格为第四批中国历史文化名镇）
- 肥乡区天台山镇（3）
- 大名县金滩镇（4）
- 武安市淑村镇（5）

### 张家口市
- 蔚县暖泉镇（1，已升格为第二批中国历史文化名镇）
- 蔚县代王城镇（2，已升格为第六批中国历史文化名镇）
- 蔚县宋家庄镇（3）
- 万全县万全镇（3）

### 唐山市
- 遵化市马兰峪镇（2）
- 迁安市建昌营镇（3）

### 廊坊市
- 霸州市胜芳镇（2）
- 霸州市信安镇（3）

### 邢台市
- 邢台县皇寺镇（2）
- 邢台经济开发区沙河城镇（5）

### 沧州市
- 盐山县庆云镇（3）
- 东光县连镇镇（5）

### 保定市
- 定州市明月店镇（4）

### 承德市
- 丰宁满族自治县凤山镇（5）